# Fariba Balouch
Fariba Balouch est une militante iranienne pour les droits de l'homme et ceux des femmes. Elle est originaire de la province du Sistan-et-Baloutchistan et vit à Londres. Elle fait partie du peuple marginalisé des Baloutches et elle dénonce les violations des droits des femmes, ceux des hommes, les exécutions et la discrimination dans son pays. En raison de son engagement, son frère et son fils ont été menacés de mort et incarcérés par les autorités iraniennes afin de la réduire au silence.
Le documentaire In This Cage, réalisé par Hojjat Tavakoli, journaliste du service perse de VOA, retrace la vie de Fariba Balouch. Il donne un aperçu de son parcours difficile et met en lumière les luttes collectives des habitants, en particulier des femmes, du Sistan-et-Baloutchistan,.
Le 4 mars 2023 elle se voit décerner le prix international de la femme de courage.